# Hiroki Ito (fodboldspiller, født 1978)
 For alternative betydninger, se Hiroki Ito. (Se også artikler, som begynder med Hiroki Ito)
Hiroki Ito (født 27. juli 1978) er en tidligere japansk fodboldspiller.
Han har spillet for flere forskellige klubber i sin karriere, herunder Kawasaki Frontale.